# Río Caleao
El río Caleao (en asturiano: Caliao) es un río del sur de la zona central de la región española de Asturias, afluente del río Nalón por la izquierda. 

## Hidronimia
Para el origen de su nombre, coincidente con el de una pequeña población del concejo de Caso, Xosé Lluis García Arias explica que puede provenir bien de una raíz prerromana *KAL-, *KAR- 'piedra', 'roca', sobre la cual pudo haberse formado *KALIO 'piedra', bien de la confluencia de ésta con la palabra latina CALEM (originada en CALX, CALCIS) 'cal'. El nombre de Caleao podría, pues, provenir bien de la existencia de un horno de cal o simplemente de un conjunto de piedras, un pedreru.

## Curso
Nace en la cordillera Cantábrica, en el parque natural de Redes, en el concejo asturiano de Caso y desemboca en el río Nalón cerca de Coballes, en el concejo de Caso, a unos 550 m de altitud tras un recorrido de unos 9 km
Atraviesa las poblaciones de Caleao, Busprid y Coballes.
Aparece descrito en el quinto volumen del Diccionario geográfico-estadístico-histórico de España y sus posesiones de Ultramar de Pascual Madoz con las siguientes palabras:

CALEAO: pequeño r. en la prov. de Oviedo, part. jud. de la Pola de Labiana: tiene origen en la felig. de su nombre, ayunt. de Caso, naciendo por encima de una peña llamada Solcastiello; corre de S. á N., y engrosado con otros riach. que descienden de las montañas inmediatas, despues de 1 leg. de travesia y de bañar algunos prados, confluye en el r. Nalon; unicamente tiene algunos puentecitos de madera para el tránsto de caballerias y carros de unas á otra heredades, y cria algunas truchas
(Madoz, 1846, p. 287)